# Evangelisch-Lutherische Diakonissenanstalt Flensburg

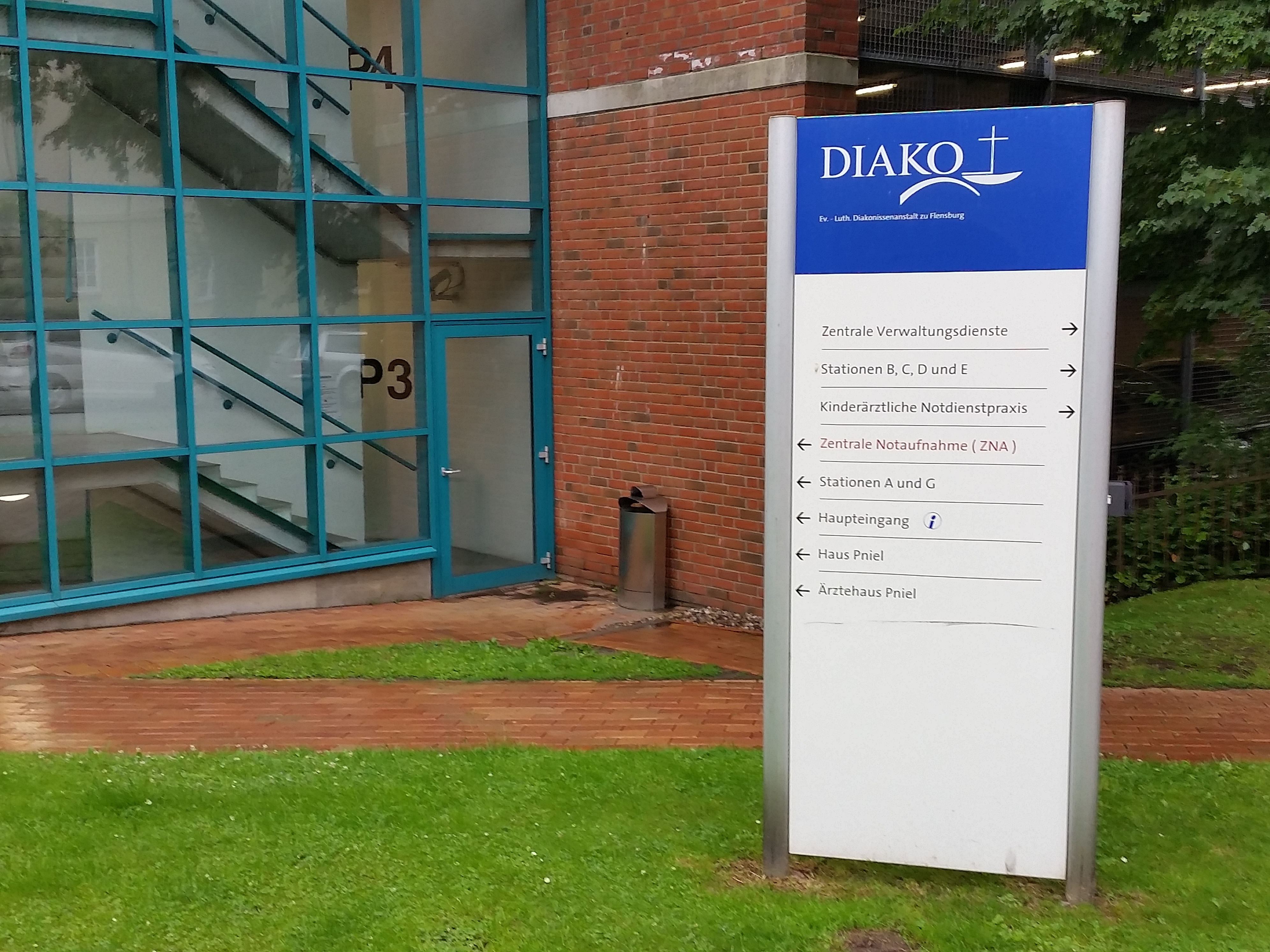
Wegweiser auf Einrichtungen der DIAKO Flensburg vor dem Parkhaus

Die Evangelisch-Lutherische Diakonissenanstalt Flensburg, kurz DIAKO, ist ein evangelisches Unternehmen im Bereich der Wohlfahrtspflege mit Sitz in Flensburg. Mit fast 3300 Mitarbeitern ist die DIAKO der größte Arbeitgeber Flensburgs.

## Geschichte
Am 29. September 1874 übernahmen drei Diakonissen und fünf Schwesternschülerinnen ein kleines Hospital, das auf eine Stiftung der Eheleute Gotthard und Anna Hansen zurückging. 1881–1883 wurde auf der Westlichen Höhe das Diakonissenkrankenhaus Flensburg errichtet. Gleichzeitig wurde im Ortsteil auch die Diako-Kirche der Anstaltsgemeinde errichtet.

## Struktur

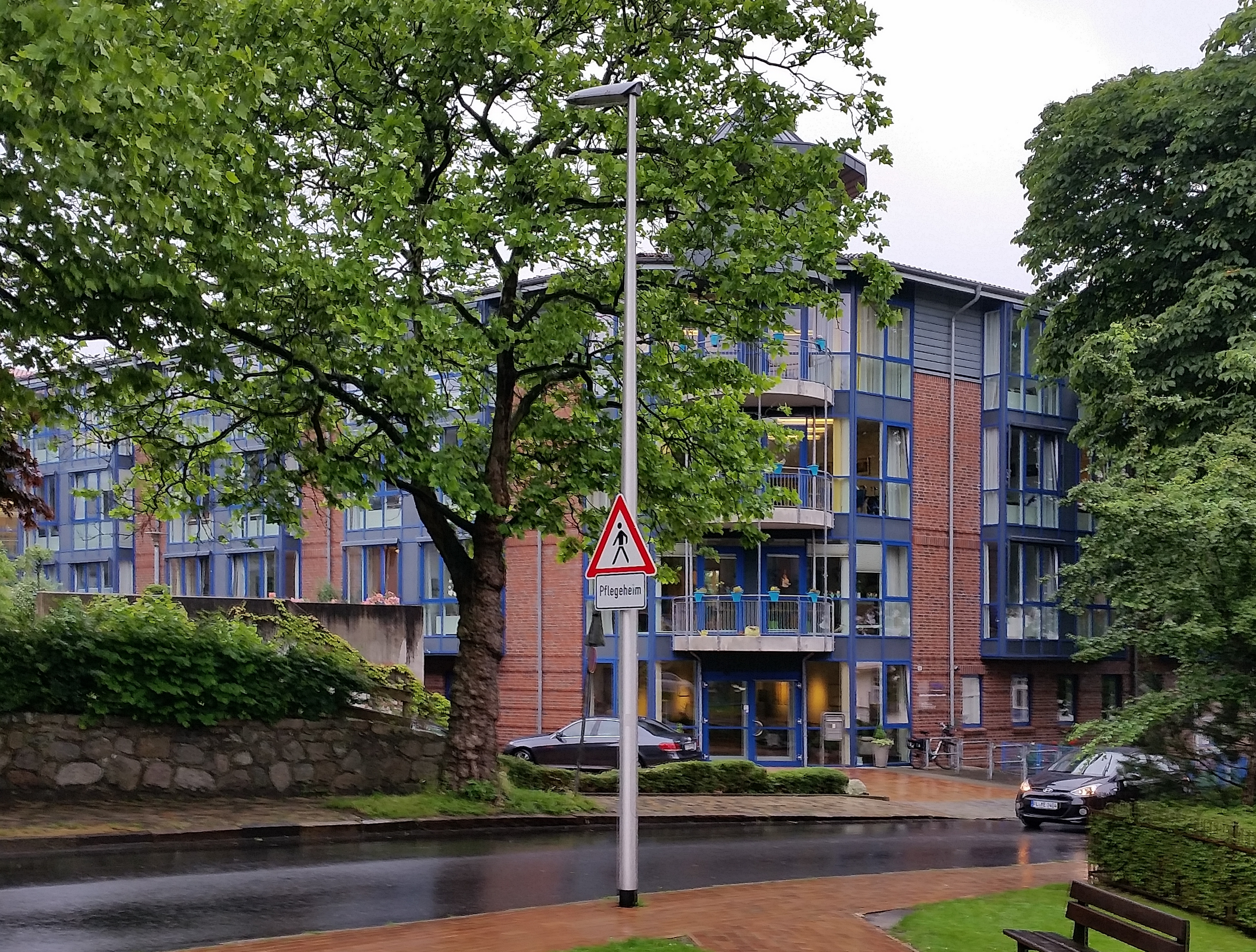
Senioren-Pflegeheim

Die DIAKO ist eine Körperschaft des öffentlichen Rechts (Deutschland). Sie ist wie folgt gegliedert:
- Diakonissenkrankenhaus Flensburg
- DIAKO Nordfriesland
- DIAKO MVZ GmbH

Sie betreibt unter anderem Pflegeheime und Pflegedienste sowie Tagesstätten und eine Institutsambulanz.
Die DIAKO ist Mitglied im Kaiserswerther Verband deutscher Diakonissen-Mutterhäuser.